# Летни олимпийски игри 1960
XVII летни олимпийски игри се провеждат в Рим, Италия от 25 август до 11 септември 1960 г. Другите градове кандидатирали се за домакини са Лозана, Детройт, Будапеща, Брюксел, Мексико и Токио.
Олимпийските игри са посетени от 197 000 туристи, от които 148 000 от чужбина. 

## Важни моменти
- Съветските гимнастици печелят 15 от 16 възможни медала в този спорт.

- Бъдещият крал на Гърция - Константин II печели златен медал във ветроходството.

- Фехтовачът Аладар Геревич от Унгария печели шестия си последователен златен медал.

- Американката Вилма Рудолф, която в миналото е страдала от полиомиелит спечелва три златни медала в леката атлетика.

- Етиопецът Абебе Бикила печели маратона и става първият африканец олимпийски шампион.

- Касиус Клей, който по-късно става Мохамед Али печели злато в бокса.

- Мъжкият гимнастически отбор на Япония печели един от петте си поредни златни медала. Успешната им серия завършва на игрите през 1976 в Монреал.

- РЮА участва на олимпиада за последен път под режима на апартейд. След тази олимпиада им е забранено да участват. Страната се завръща през 1992 когато режима на управление се променя.

- Шведският гребец Герт Фредриксон печели шестия си златен медал.

- Датският колоездач Кнуд Енемарк колабира по време на състезание поради въздействието на амфетамини и по-късно умира в болницата на Рим. Това е вторият смъртен случай по време на олимпиада. На олимпиадата през 1912 в Стокхолм умира маратонецът Франсиско Лазаро.

- Австралийският атлет Хърб Елиът печели състезанието на 1500 метра гладко бягане като тотално доминира над съперниците си.

- Американецът Рафър Джонсън побеждава най-големия си съперник и приятел Янг Чуан-куанг в десетобоя.

- Американецът Питър Камехо, който през 2004 се кандидатира за вицепрезидент участва във ветроходството за Венецуела.

- Армин Хари поставя нов световен рекорд на 100 метра гладко бягане – 10.2 секунди.

- Югославия побеждава Дания с 3-1 на финала на футболния турнир.

- За пръв път Индия не успява да спечели златото в хокея. Страната е надвита от Пакистан. Преди това поражение Индия има 6 златни медала от предишни олимпиади.

- Кралица Софиа от Испания се състезава за Гърция във ветроходството.

## Медали
| Място | Държава      | Злато | Сребро | Бронз | Общо |
| 1     | СССР         | 43    | 29     | 31    | 103  |
| 2     | САЩ          | 34    | 21     | 16    | 71   |
| 3     | Италия       | 13    | 10     | 13    | 36   |
| 4     | Германия     | 12    | 19     | 11    | 42   |
| 5     | Австралия    | 8     | 8      | 6     | 22   |
| 6     | Турция       | 7     | 2      | 0     | 9    |
| 7     | Унгария      | 6     | 8      | 7     | 21   |
| 8     | Япония       | 4     | 7      | 7     | 18   |
| 9     | Полша        | 4     | 6      | 11    | 16   |
| 10    | Чехословакия | 3     | 2      | 3     | 8    |
| 15    | България     | 1     | 3      | 3     | 7    |

## Българско представяне

### Злато
- Димитър Добрев – борба

### Сребро
- Крали Бимбалов – борба
- Неждет Залев – борба
- Станчо Колев – борба

### Бронз
- Велик Капсъзов – спортна гимнастика, халки
- Динко Петров – борба
- Еньо Вълчев – борба

## Олимпийски спортове
| - Лека атлетика - Баскетбол - Бокс - Кану-каяк - Колоездене - Скокове във вода - Конен спорт - Фехтовка - Футбол - Гимнастика |  | - Хокей на трева - Модерен петобой - Академично гребане - Ветроходство - Стрелба - Плуване - Водна топка - Вдигане на тежести - Борба |